# Віздом Чанса
Віздом Мумба Чанса (англ. Wisdom Mumba Chansa, 17 квітня 1964 — 27 квітня 1993, Атлантичний океан) — замбійський футболіст, що грав на позиції півзахисника. Один із перших футбольних легіонерів у СРСР. Загинув у авіакатастрофі у 1993 році разом із більшістю гравців збірної Замбії.

## Клубна кар'єра
У дорослому футболі дебютував 1983 року виступами за команду «Нкана», в якій провів три сезони. 1986 року перейшов до «Пауер Дайнамос».
1989 року разом із Пірсоном Мванзою та Дербі Макінкою перейшов до новачка вищої ліги СРСР «Паміра» з Душанбе. Цей перехід став можливим завдяки дружнім відносинам між СРСР і Замбією. У радянському клубі з Таджикистану, незважаючи на початкове погане розуміння мови та реалій країни перебування, новачки з африканської країни професійно відносились до своїх обов'язків. Проте в команді вони змогли зіграти лише по 3 матчі, після чого через зміну зовнішньополітичної ситуації замбійці вимушені були повернутися на батьківщину.
У Замбії знову приєднався до команди «Пауер Дайнамос», кольори якої і захищав до трагічної загибелі. 27 квітня 1993 року разом із іншими гравцями та тренерами збірної Замбії, які знаходились на борту літака, що прямував до Сенегалу, Віздом Чанса загинув в авіакатастрофі над Атлантичним океаном неподалік столиці Габону Лібревіля.

## Виступи за збірну
1984 року дебютував в офіційних матчах у складі національної збірної Замбії.
У складі збірної був учасником Кубка африканських націй 1992 року у Сенегалі. Загалом протягом десяти років встиг провести у формі національної команди 34 матчі, забивши 4 голи.

## Титули і досягнення
- Бронзовий призер Кубка африканських націй: 1990